# Erdődy

Wappen der Erdődy

Die Familie Erdődy [ˈɛrdøːdi] ist ein ungarisches Magnatengeschlecht, das unter dem Namen Bakoch de Genere Erdewd 1187 erstmals erwähnt wird und sich nach dem Ort Erdőd (heute rumänisch: Ardud) benannte.
Es nahm seinen Aufstieg mit Kardinal Tamás Bakócz, Erzbischof von Esztergom (1442–1521), der zahlreiche Besitzungen erwarb. Auch während der Reformationszeit blieben die Erdődy zumeist katholisch. Die Angehörigen der Familie Erdődy waren stets loyale Anhänger der Habsburger und stellten mehrmals den Ban von Kroatien (siehe auch Liste der Bane von Kroatien). Ab 1728 spalteten sich mehrere Linien ab.

## Geschichte

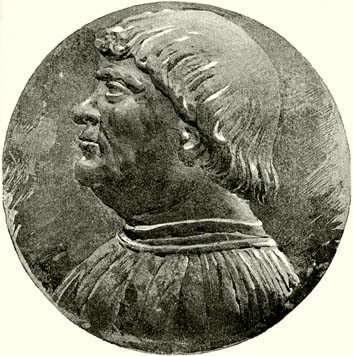
Porträt des Kardinals Tamás Bakócz

Schloss Varaždin (Kroatien) in der gleichnamigen Gespanschaft, die das Wappen der Grafen Erdődy führt

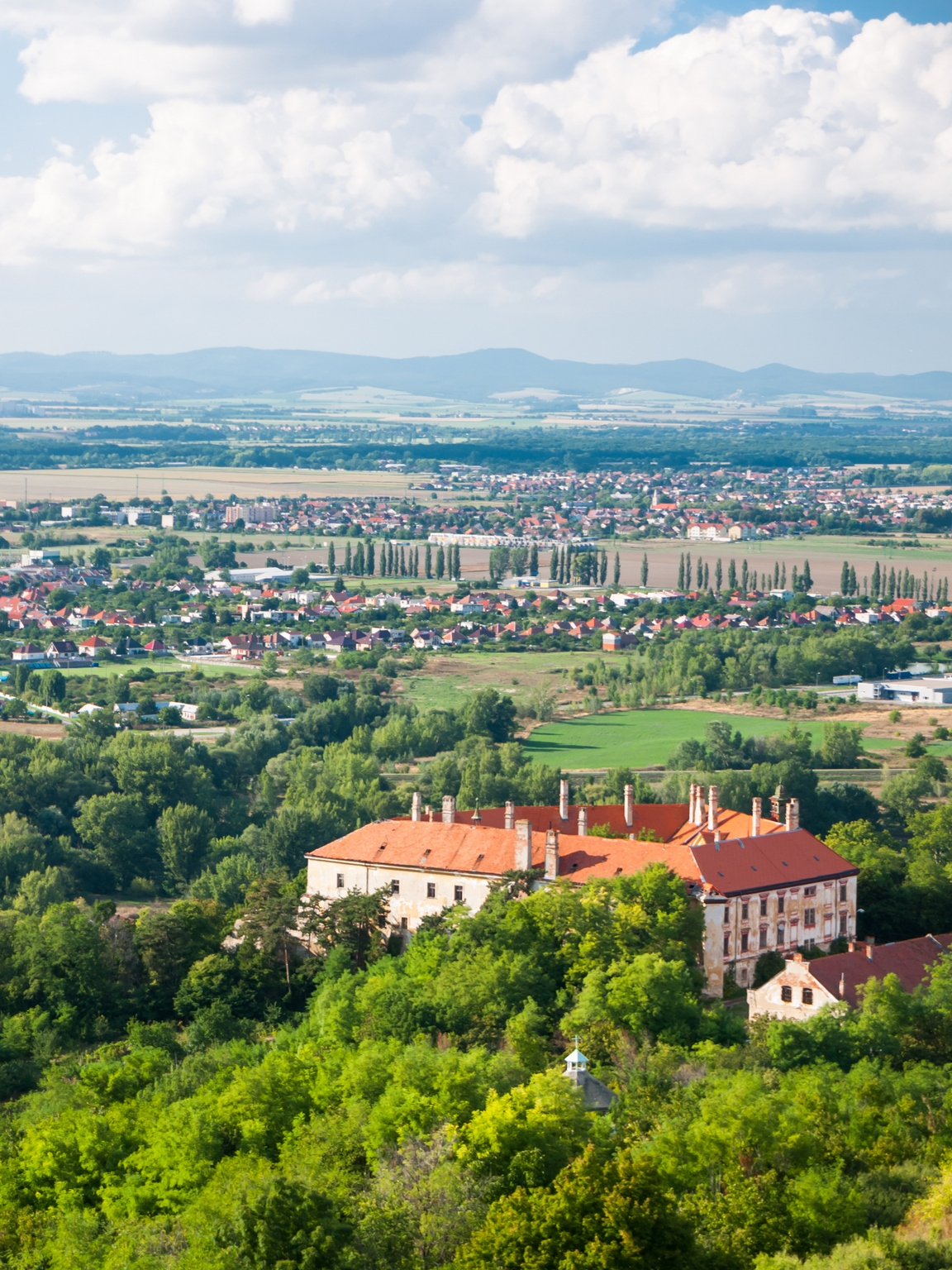
Schloss Hlohovec, Slowakei (ungarisch: Galgóc)

1187 wird die Familie zum ersten Mal urkundlich erwähnt (unter dem Namen Bakoch de Genere Erdewd im Komitat Szatmar). Dort existiert der Ort Erdőd (rumänisch: Ardud). 1319 geht aus dem Capitolum Transylvaniae hervor, dass Nikolaus Bakoch zum ungarischen Kleinadel gehörte.
Der Aufstieg der Familie begann mit Tamás Bakócz de Erdewd, der Erzbischof von Esztergom, Kardinal und lateinischer Patriarch von Konstantinopel war. Zudem war er Kanzler Ungarns unter Matthias Corvinus, Ladislaus II. und Ludwig II., den er auch krönte. Bakócz wurde im Ausland oft als zweiter König Ungarns bezeichnet. Nach dem Tode Papst Julius’ II., wurde er fast zum Papst gewählt. 1485 wurde er von Matthias Corvinus in den ungarischen Grafenstand erhoben. Das Haus Erdődy ist damit die älteste ungarische Familie, die in den Grafenstand erhoben wurde.
1521 stirbt Kardinal Tamás Bakócz und hinterlässt seinen Neffen ein riesiges Vermögen, welches auch die Besitzungen Monyorókerék (= Schloss Eberau, Burgenland), Jánosháza (Komitat Vas), Somlóvár und Monoszló (beide im Komitat Veszprém) (daher der Name Graf Erdődy de Monyorókerék et Monoszló), umfasst. Mit ihm beginnt der Aufstieg zum Magnatengeschlecht.
Nach Bakócz folgten mehrere wichtige Personen, die die Geschicke Ungarns lenkten:
- Peter I. Venetianus war oberster Feldherr unter den Königen Ludwig II. und Ferdinand I. Mit seinem Sohn in Konflikt geraten, siedelte er nach Venedig über, wo er in das Patriziat der Republik Venedig aufgenommen wurde.
- Peter II. (Sohn von Peter Venetianus) war ebenfalls oberster Befehlshaber der ungarischen Armee und als Ritter Mitglied im Orden vom Goldenen Vlies. Er war der erste Banus von Kroatien aus dem Hause Erdődy, welche von allen Familien des Hochadels den Banus am öftesten gestellt hat. Peter Erdődy führte die ungarischen Truppen zur Unterstützung des Kaisers im Schmalkaldischen Krieg, wofür ihn Kaiser Maximilian II. 1565 zum Reichsgrafen und 1566 zum Reichsfürsten erhob.
- Peter III. war ebenfalls Banus von Kroatien und konnte die Türken wiederholt schlagen, wofür die Erdődy den Titel des Erbobergespan von Warasdin/Varaždin erhielten.

Georg Erdődy begründete die Besitzungen in Hlohovec (um 1730) und war bekannt für den Unterhalt seines Privatorchesters in Preßburg. Längere Zeit war er als gesetzlicher Vertreter für seinen Neffen Prinz (und später Fürst) Paul Esterházy eingesetzt.
Joseph Erdődy war Kanzler Ungarns und Siebenbürgens am Kaiserhof und wurde von Kaiser Franz I. für seine Verdienste zum Ritter vom Goldenen Vlies erhoben. Der Kaiser besuchte seinen Kanzler 1802 auf dessen Schloss in Hlohovec, welches zu Ehren des Kaisers renoviert und umgebaut wurde und so seine heutige Form erhielt.
Während der folgenden Jahrhunderte spielte die Familie Erdődy weiterhin eine sehr wichtige Rolle in der Politik und Administration Ungarns und der Habsburgermonarchie.

### Verbindung zur katholischen Kirche
Im Gegensatz zu vielen anderen Adelsfamilien der habsburgischen Erblande blieben die Erdődy auch während der Reformationszeit zumeist katholisch. Der Ban Peter II. Erdődy (1504–1567) – ein Verwandter von Hans Ungnad (1493–1564) – wurde evangelisch, sein Sohn Tamás Erdődy (1558–1624), der auf der Jesuitenschule in Großwardein unterrichtet worden war, trat dagegen 1570 als Zwölfjähriger drei Jahre nach dem Tod seines Vaters zum katholischen Glauben über.
Auffallend ist, dass neben Bakócz noch neun weitere Mitglieder der Familie Bischöfe und Kardinäle der katholischen Kirche waren, und dass besonders in Westungarn viele Klöster und Kirchengründungen (wie das Kloster Ohics in Kroatien) auf sie zurückgehen.

### Verbindung zum Kaiserhaus

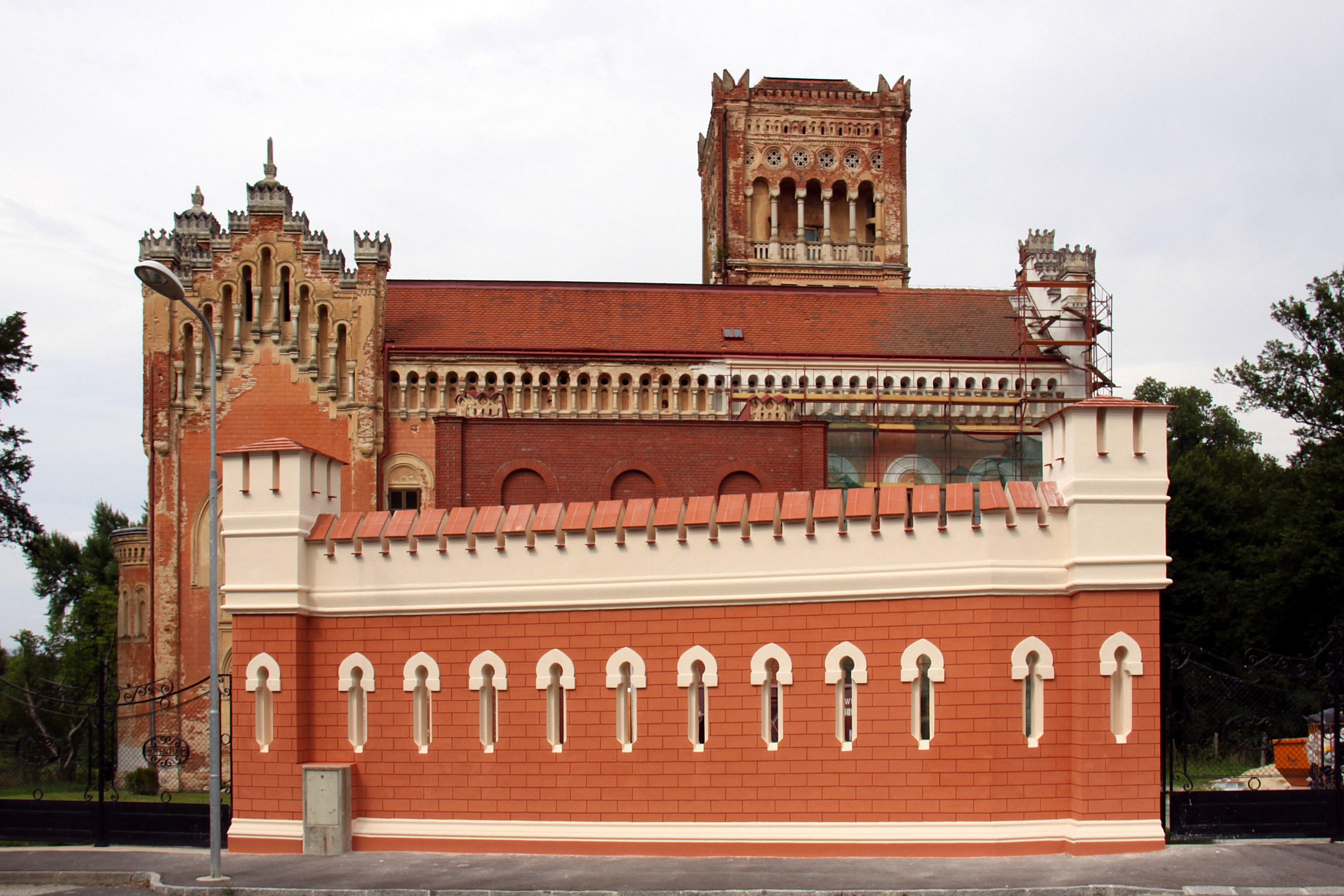
Schloss Rotenturm, Burgenland

Die Erdődy waren stets loyale Anhänger der Habsburger, was ihnen gerade in den späteren Jahrhunderten ein riesiges Vermögen und ausgedehnte Ländereien in Ungarn, der Slowakei und Kroatien einbrachte. Sie übernahmen im Verwaltungsapparat der Donaumonarchie wichtige Ämter und Aufgaben, unter anderem über lange Zeit die Ungarische Hofkanzlei und die Stelle als Banus von Kroatien, Dalmatien und Slavonien. Graf Stephan Erdődy (1812–1896) vermittelte während der Revolution 1848/49, vertrat Ungarn beim ungarisch-kroatischen Ausgleich von 1867 und ließ 1864 das Schloss Rotenturm erbauen. Sein Sohn Thomas Graf Erdődy war Sekretär und Adjutant des letzten österreichischen Kaisers Karl I. und als solcher in die Affäre um die Sixtus-Briefe sowie 1921 in die gescheiterten Restaurationsversuche Karls nach der Ausrufung der Ersten Republik verwickelt. Er leitete die Friedensverhandlungen mit Frankreich, was allerdings erfolglos blieb.

### Kunstmäzene
Die Gräfin Anna Maria von Erdődy (1779–1837) war eng mit Beethoven befreundet. Im Jahre 1808 wohnte er bei ihr in Wien in dem Haus Krugerstraße Nr. 1074. Später widmete er ihr die Klaviertrios op. 70 (1809), die Sonaten für Violoncello und Klavier op. 102 (1817) sowie den Kanon „Glück, Glück zum neuen Jahr“ WoO 176 (1819).
Neben den Esterházy werden die Erdődy zu den bedeutendsten Kunstförderern Ungarns gezählt. So standen die Komponisten Ignaz Pleyel und Joseph Haydn in Diensten des Hauses. In Leopoldstadtl besaßen die Erdődy eines der größten privaten Opernhäuser Ungarns.
Vor der Vernichtung durch die rote Armee galten insbesondere die Schlösser Hlohovec und Monoszló zu den kunstreichsten Häusern des Landes.

### Nach dem Ersten Weltkrieg
Nach dem Zusammenbruch Österreich-Ungarns zerstreuten sich die Erdődyschen Besitzungen auf die Nachfolgestaaten der Monarchie, was auch bedingt durch Zwangsenteignungen (etwa 1925 Schloss Varaždin im neu entstandenen Königreich der Serben, Kroaten und Slowenen, heute in Kroatien) zu einer erheblichen Schmälerung der Besitzungen führte. Den endgültigen Zusammenbruch brachte aber erst der Zweite Weltkrieg. Während des Kriegs hielt sich das mit den Erdődy verwandte bayerische Königshaus auf dem Schloss Somlóvár auf, da diese vor den Nazis geflüchtet waren. Als die Rote Armee einmarschierte, zwang sie den Großteil der Familie zur Flucht nach Westen und brachte die weitgehende Enteignung und Zerstörung der Güter und Schlösser mit sich.
Schloss Eberau im Burgenland (ungarisch: Monyorókerék) befindet sich seit dem Erwerb durch Fürstprimas Tamás Bakócz 1496 (mit Unterbrechung von 1557 bis 1613) bis heute im Besitz von Nachkommen. Das Schloss Kohfidisch wurde im 17. Jahrhundert anstelle eines zu Eberau gehörenden Meierhofes erbaut und befindet sich heute im Besitz von Alexander Kottwitz-Erdődy, Adoptivsohn von Johanna Palffy-Daun geb. Erdődy.

## Besitztümer
- Schloss Somlóvár, heute: Doba (Ungarn)
- Schloss Eberau (Monyorókerék), Burgenland
- Schloss Hlohovec (Galgóc)
- Schloss Kohfidisch, Burgenland
- Schloss Monoszló
- Schloss Novi Marof
- Schloss Rotenturm
- Schloss Varaždin
- Schloss Vép
- Erdődy-Landgut, ehemals Beethoven-Gedenkstätte in Jedlesee in Wien
- Palais Erdődy-Hatvany in Budapest
- Palais Erdődy-Fürstenberg in Wien

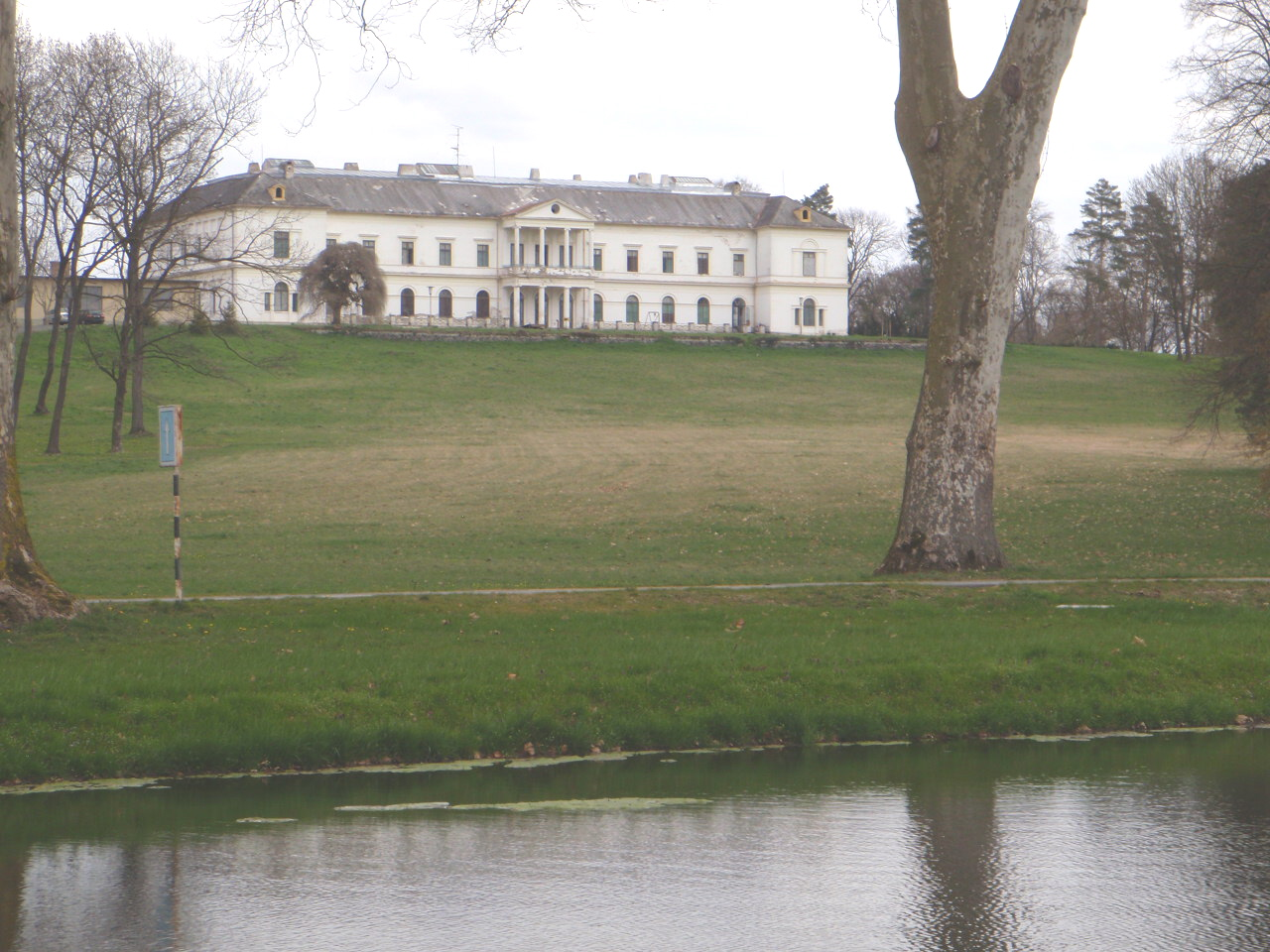
Schloss Somlóvár, heute: Doba (Ungarn)
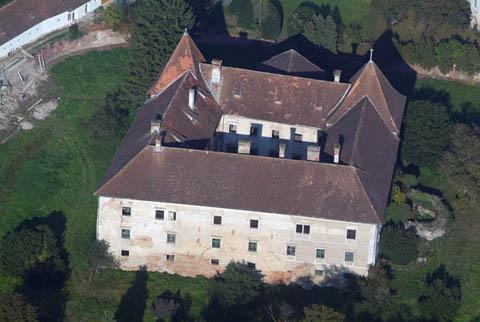
Schloss Eberau, Burgenland (ungarisch: Monyorókerék)
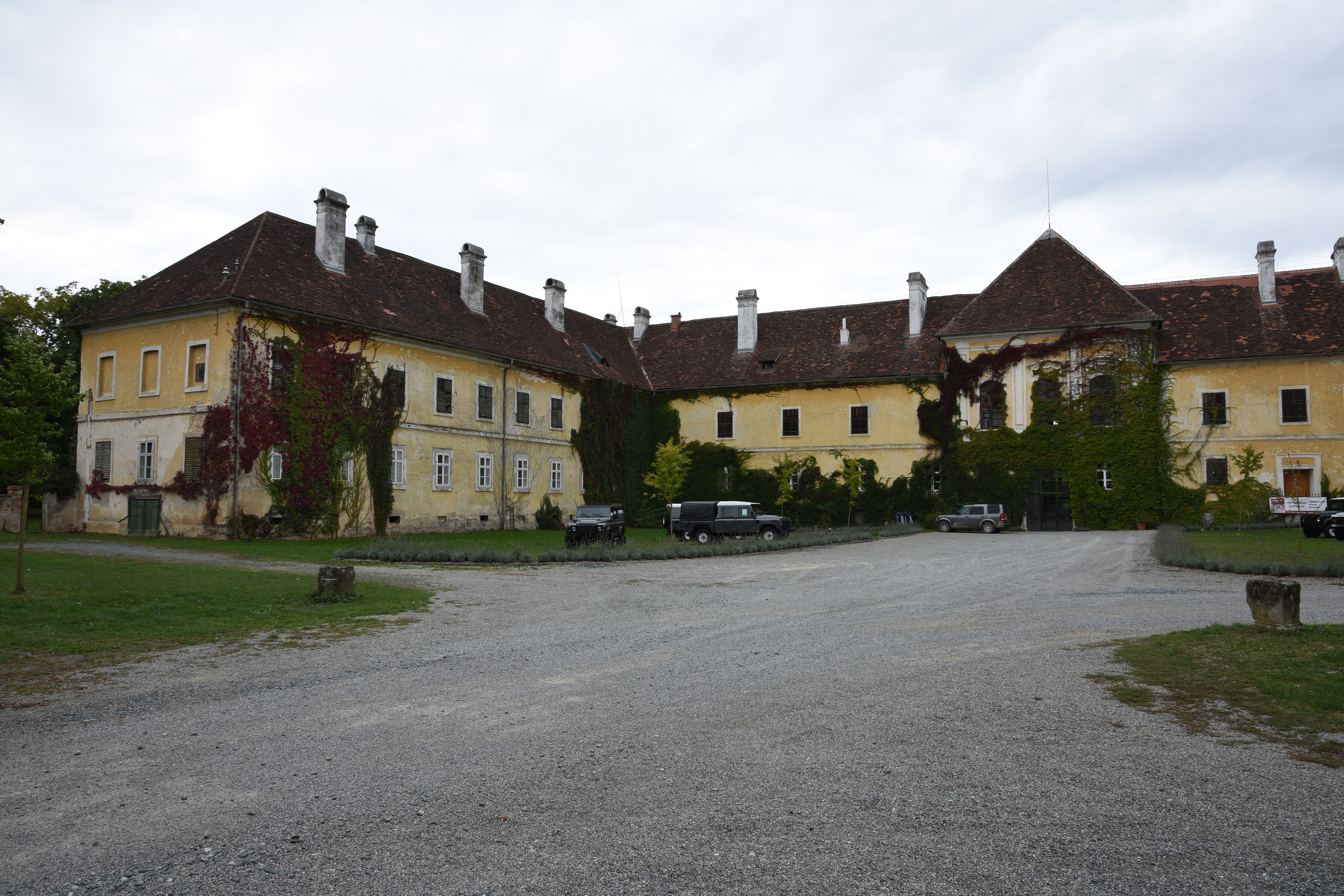
Schloss Kohfidisch, Burgenland
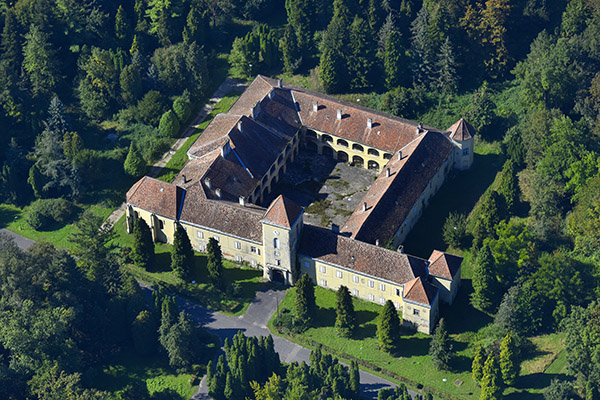
Schloss Vép, Ungarn
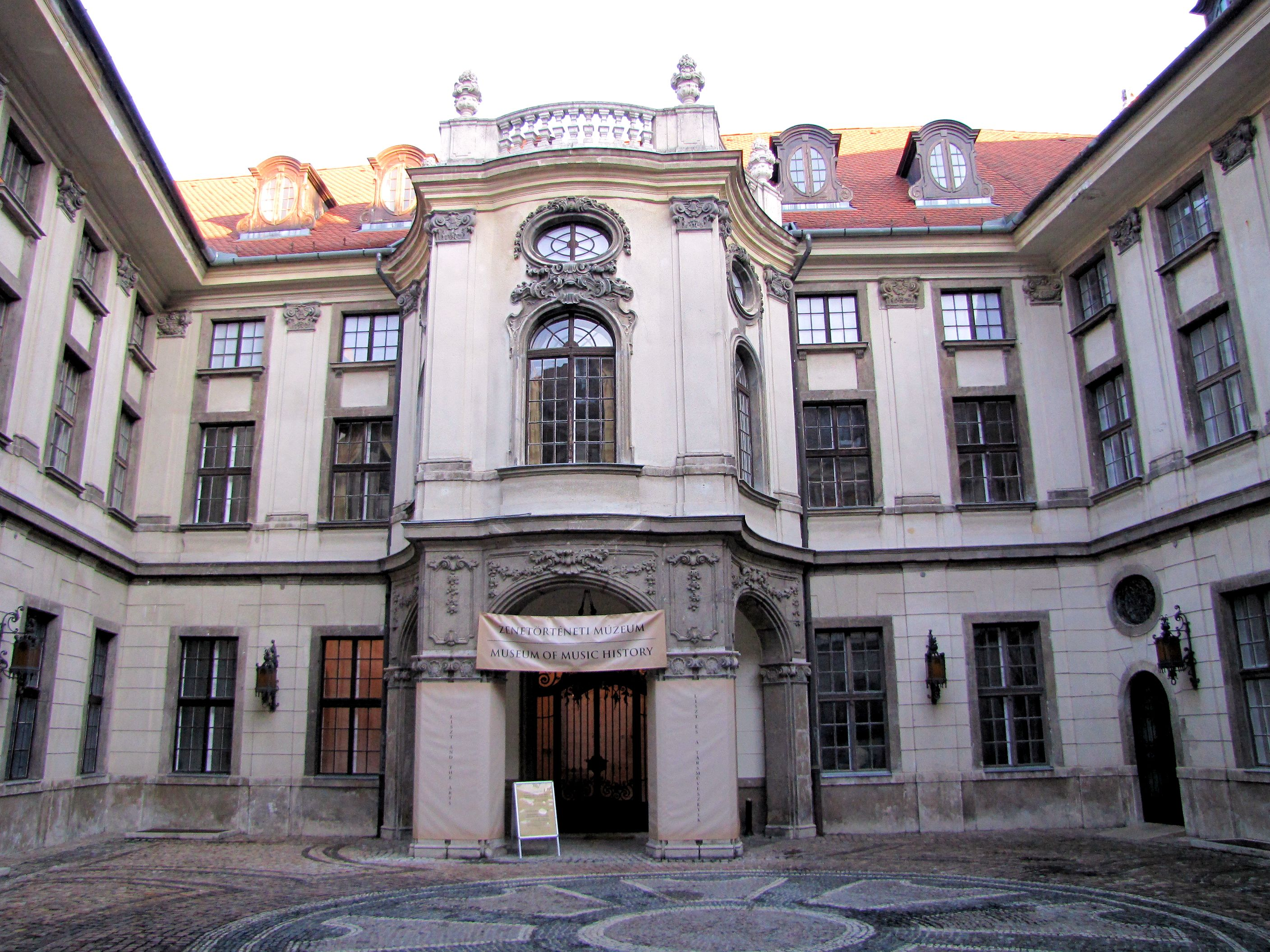
Palais Erdődy-Hatvany in Budapest
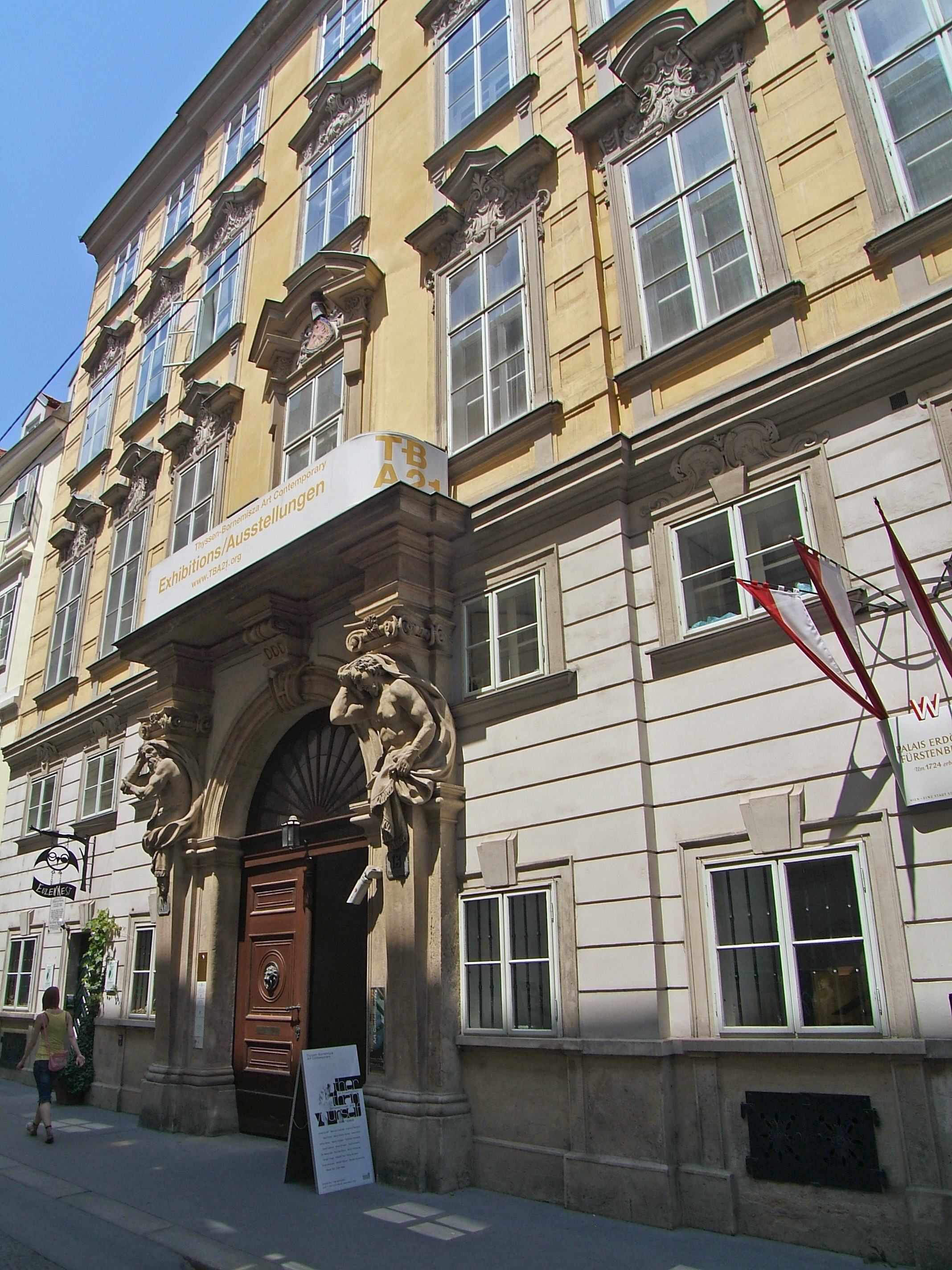
Palais Erdődy-Fürstenberg in Wien

## Persönlichkeiten
- Peter II. (1504–1567), Reichsgraf und Fürst, erster Ban von Kroatien aus der Familie
- Tamás (Toma) (1558–1624), Sohn Peter II., Ban von Kroatien
- Marie von Erdődy (1779–1837), Vertraute von Ludwig van Beethoven
- János Erdődy (1794–1879), ungarischer Politiker und Gouverneur von Fiume